# Lista drumurilor județene din județul Vrancea
Aceasta este o listă ce cuprinde toate drumurile județene aflate pe raza județului Vrancea, așa cum au fost clasificate de Ministerul Transporturilor.

## Listă
- DJ241: limita județului Bacău - limita județului Galați
- DJ241A: limita județului Bacău - Feldioara - limita județului Galați
- DJ205H: Panciu - Fitionești - Movilița - Păunești
- DJ205J: Fitionești
- DJ205K: Răcoasa - Mărăști
- DJ205D: Valea Sării - Năruja - Paltin - Spulber -  Nereju
- DJ205M: Năruja - Nistorești
- DJ205L: Coza - Lepșa
- DJ205B: Satu Nou - Țifești - Bolotești - Jariștea - Odobești
- DJ205N - intersectare cu DJ205B (Jariștea)
- DJ20S: Focșani - Câmpineanca
- DJ204P (DN2 - Gura Caliței)
- DJ204E (DN2 - Tâmboești)
- DJ205B (DN2 - Urechești - Cotești)
- DJ252: Lespezi - Homocea - Ploscuțeni
- DJ119A: Lespezi - Costișa
- DJ119J: Adjud - Adjudu Vechi - Șișcani
- DJ205R: (DN2 - Slobozia Ciorăști)
- DJ204F: Slobozia Ciorăști - Armeni
- DJ205R: (DN2 - Cotești - Poiana Cristei
- DJ205C (DN2 - Cârligele)
- DJ119C: (DN2 - Anghelești)
- DJ205H: Domnești-Târg - Păunești
- DJ205E: Țifești - Vidra - Câmpuri
- DJ115: Câmpuri - Gura Văii
- DJ204E: Focșani - Mirceștii Noi
- DJ205E: (DN2 - Ciușlea)
- DJ205E: Ciușlea - Doaga (DN24)
- DJ205P: Bolotești - Ivăncești
- DJ205: Mirceștii Noi - Balta Raței
- DJ204G: Mirceștii Noi - Rădulești - Biliești
- DJ203H: Dumitrești - la limita cu județul Buzău
- DJ204P: (DN2 - Gugești)
- DJ202E: (DN2 - Sihlea - Voetin)
- DJ204B: Tătăranu - Măicănești
- DJ204F: Gugești - Oreavu
- DJ202F: Bogza - Bălești
- DJ204D: Focșani - Suraia - Vulturu - Maluri